# غرين ريفر
غرين ريفر (وايومنغ) (بالإنجليزية: Green River, Wyoming)‏ هي مدينة تقع في الولايات المتحدة في مقاطعة سويتواتر، وايومنغ. يقدر عدد سكانها بـ 12,515 نسمة ومساحتها 36.31 كم2 وترتفع عن سطح البحر 1,864 متر.

## التركيبة السكانية
قام مكتب تعداد الولايات المتحدة بتحديد بيانات التركيبة السكانية لغرين ريفرفي تعداد الولايات المتحدة. في ما يلي، التركيبة السكانية حسب تعدادي 2000 و2010.

### تعداد عام 2000
بلغ عدد سكان غرين ريفر 11,808 نسمة بحسب تعداد عام 2000، وبلغ عدد الأسر 4,177 أسرة وعدد العائلات 3,212 عائلة مقيمة في المدينة. في حين سجلت الكثافة السكانية 861.5 نسمة لكل ميل مربع (332.6/كم2). وبلغ عدد الوحدات السكنية 4,426 وحدة بمتوسط كثافة قدره 322.9 نسمة لكل ميل مربع (124.7/كم2).
وتوزع التركيب العرقي للمدينة بنسبة 92.13% من البيض و 1.36% من الأمريكيين الأصليين و 0.32% من الأمريكيين ذوي الأصول الآسيوية و 0.06% من سكان جزر المحيط الهادئ و 0.27% من الأمريكيين الأفارقة و 1.63% من عرقين مختلطين أو أكثر. فيما شكل الهسبانيون أو اللاتينيون من أي عرق نسبة 10.21% من السكان.
بلغ عدد الأسر 4,177 أسرة كانت نسبة 42.5% منها لديها أطفال تحت سن الثامنة عشر تعيش معهم، وبلغت نسبة الأزواج القاطنين مع بعضهم البعض 64.4% من أصل المجموع الكلي للأسر، ونسبة 8.4% من الأسر كان لديها معيلات من الإناث دون وجود شريك، وكانت نسبة 23.1% من غير العائلات. تألفت نسبة 19.3% من أصل جميع الأسر من أفراد ونسبة 6.0% كانوا يعيش معهم شخص وحيد يبلغ من العمر 65 عاماً فما فوق. وبلغ متوسط حجم الأسرة المعيشية 3.22، أما متوسط حجم العائلات فبلغ 2.80.
بلغ العمر الوسطي للسكان 34 عاماً. وكانت نسبة 31.1% من القاطنين تحت سن الثامنة عشر، وكانت نسبة 8.8% بين الثامنة عشر والأربعة وعشرون عاماً، ونسبة 28.9% كانت واقعةً في الفئة العمرية ما بين الخامسة والعشرون حتى والأربعة وأربعون عاماً، ونسبة 24.8% كانت ما بين الخامسة والأربعون حتى الرابعة والستون، ونسبة 6.5% كانت ضمن فئة الخامسة والستون عاماً فما فوق. يوجد لكل 100 أنثى 102.8 ذكر، ويوجد لكل 100 أنثى في الثامنة عشر من عمرها فما فوق 100.7 ذكر.
بلغ متوسط دخل الأسرة في المدينة 53,164 دولار، أما متوسط دخل العائلة فبلغ 59,100 دولار. وكان متوسط دخل الذكور 51,418 دولار مقابل 24,306 دولار للإناث. وسجل دخل الفرد الخاص بالمدينة 20,398 دولار. وكانت نسبة 3.1% من العائلات ونسبة 4.5% من السكان تحت خط الفقر، وكان من هؤلاء نسبة 6.0% تحت سن الثامنة عشر ونسبة 5.3% في الخامسة والستين من العمر وما فوق.

### تعداد عام 2010
بلغ عدد سكان غرين ريفر 12,515 نسمة بحسب تعداد عام 2010، وبلغ عدد الأسر 4,642 أسرة وعدد العائلات 3,406 عائلة مقيمة في المدينة. في حين سجلت الكثافة السكانية 911.5 نسمة لكل ميل مربع (351.9/كم2). وبلغ عدد الوحدات السكنية 5,002 وحدة بمتوسط كثافة قدره 364.3 لكل ميل مربع (140.7/كم2).
وتوزع التركيب العرقي للمدينة بنسبة 92.1% من البيض و 0.8% من الأمريكيين الأصليين و 0.5% من الأمريكيين ذوي الأصول الآسيوية و 0.1% من سكان جزر المحيط الهادئ و 0.4% من الأمريكيين الأفارقة و 2.0% من عرقين مختلطين أو أكثر.
بلغ عدد الأسر 4,642 أسرة كانت نسبة 39.0% منها لديها أطفال تحت سن الثامنة عشر تعيش معهم، وبلغت نسبة الأزواج القاطنين مع بعضهم البعض 59.4% من أصل المجموع الكلي للأسر، ونسبة 7.9% من الأسر كان لديها معيلات من الإناث دون وجود شريك، بينما كانت نسبة 6.0% من الأسر لديها معيلون من الذكور دون وجود شريكة وكانت نسبة 26.6% من غير العائلات. تألفت نسبة 21.6% من أصل جميع الأسر من أفراد ونسبة 5.7% كانوا يعيش معهم شخص وحيد يبلغ من العمر 65 عاماً فما فوق. وبلغ متوسط حجم الأسرة المعيشية 3.12، أما متوسط حجم العائلات فبلغ 2.68.
بلغ العمر الوسطي للسكان 33.9 عاماً. وكانت نسبة 28.4% من القاطنين تحت سن الثامنة عشر، وكانت نسبة 8.2% بين الثامنة عشر والأربعة وعشرون عاماً، ونسبة 26.6% كانت واقعةً في الفئة العمرية ما بين الخامسة والعشرون حتى والأربعة وأربعون عاماً، ونسبة 28.1% كانت ما بين الخامسة والأربعون حتى الرابعة والستون، ونسبة 8.6% كانت ضمن فئة الخامسة والستون عاماً فما فوق. وتوزع التركيب الجنسي للسكان بنسبة 51.6% ذكور و48.4% إناث.